# Метасвитцерит
Метасвитцери́т (англ. metaswitzerite)— редкий вторичный минерал класса фосфатов. Образуется в результате необратимой дегидратации Свитцерита на воздухе.
Назван по аналогии с свитцеритом как его дегидратированная форма. Название состоит из приставки «мета» и названия другого минерала — свитцерита.

## Кристаллография
| Точечная группа             | 2/m — моноклинно-призматический                              |
| Пространственная группа     | P2/a                                                         |
| Сингония                    | Моноклинная                                                  |
| Параметры ячейки            | a = 17.099 Å, b = 12.694 Å, c = 8.282 Å β = 95.91°           |
| Отношение                   | a:b:c = 1.347 : 1 : 0.652                                    |
| Число формульных единиц (Z) | 8                                                            |
| Объем элементарной ячейки   | V 1,788.09 Å³ (рассчитано по параметрам элементарной ячейки) |

## Отношение к свитцериту

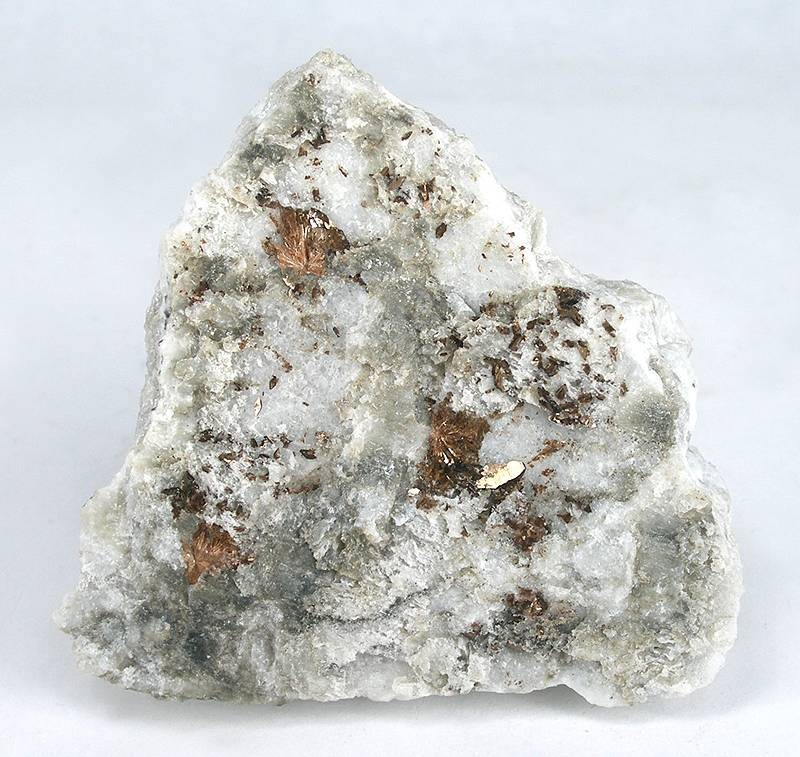
Кристаллы метасвитцерита до 7 мм

Свитцерит (Mn3(PO4)2 · 7H2O) при дегидратации на воздухе теряет три молекулы воды и превращается в менее гидратированный метасвитцерит (Mn3(PO4)2·4H2O). В результате плотность кристалла повышается с 2,54 до 2,95 г/см³, а твёрдость по шкале Мооса увеличивается с 2 до примерно 2,5.

## История открытия
Минерал первоначально был описан как свитцерит Джоном С. Уайтом и Питером Б. Ливенсом в 1967 году, позже был определен как метасвитцерит Джоном С. Уайтом, Питером Б. Ливенсом и Пьером Ф. Заназзи в 1986 году.  

## Морфология
Наибольшие кристаллы метасвитцерита, которые были обнаружены, имеют максимальный размер 5-7 мм. 

## Оптические свойства
| Тип                             | двухосный (-)                    |
| Показатели преломления          | nα = 1.602 nβ = 1.628 nγ = 1.632 |
| Максимальное двулучепреломление | δ = 0,030                        |
| Оптический рельеф               | умеренный                        |
| Дисперсия оптических осей       | очень слабая                     |

## Химический состав
| Химический элемент | %     | % оксида            |
| ------------------ | ----- | ------------------- |
| Марганец           | 38,61 | 49,86               |
| Фосфор             | 14,51 | 33,26 (в виде P2O5) |
| Водород            | 1,89  | 16,88               |
| Кислород           | 44,98 | —                   |

## Месторождения
Месторождения метасвитцерита разбросаны по всему миру. Из-за тесной связи со свитцеритом эти минералы часто встречаются вместе. Встречается в Аргентине, Австралии, Бразилии, Канаде, Японии, Италии, Финляндии, Германии и Португалии,  США (South Dakota, Tip Top Mine), Намибии, Заир (ДР Конго), Китае (провинция Юньнань). 
Ассоциированные минералы: Вивианит, Шольцит и др.